# بيتاليدي
بيتاليديون (Πεταλίδιον) هي مدينة في ميسينيا في مقاطعة كينتريكي إلادا في اليونان.